# Гілберт Пласс
Гілберт Норман Пласс (англ. Gilbert Norman Plass; 22 березня 1920 — 1 березня 2004) — канадський фізик, який у 1950-х роках зробив прогнози щодо збільшення глобального рівня атмосферного вуглекислого газу (CO2) у 20 столітті та його впливу на середню температуру планети.

## Біографія
Пласс провів більшу частину свого життя фізиком у США. Він закінчив Гарвардський університет у 1941 році та здобув ступінь доктора фізики в Принстонському університеті в 1947 р. Працював асоційованим фізиком у металургійній лабораторії (округ Манхеттена) Чиказького університету з 1942 по 1945 рік. Він став інструктором фізики в Університету Джона Хопкінса в 1946 році, і з часом він став доцентом. У 1955 році, покинувши академію, протягом року він працював на посаді вченого з «Корпорації літальних апаратів Lockheed». Потім він приєднався до передових науково-дослідних кадрів підрозділу «Аеронатроніка» Компанія Ford Motor. У 1960 році він став керівником науково-дослідної лабораторії відділу теоретичної фізики Форда та консалтинговим редактором журналу «Інфрачервона фізика» (тепер його називають інфрачервоною фізикою та технологією). У 1963 році він прийняв посаду першого професора атмосферних та космічних наук Південно-Західного центру перспективних досліджень (нині Техаський університет у Далласі), де пробув протягом п'яти років. У 1968 році він прибув до Техаського університету A&M, де працював професором фізики та завідувачем кафедри.

### Дослідження вуглекислого газу
У 1953 році Пласс розповів журналу Time про свою роботу про вплив CO 2 від промислових джерел як парникових газів та можливі наслідки збільшення концентрації вуглекислого газу в атмосфері для глобального потепління. Він сказав: «При нинішніх темпах зростання CO 2 в атмосфері буде підвищуватись середня температуру Землі на 1,5 °F кожні 100 років… на століття, якщо промислове зростання людини триватиме, клімат Землі буде продовжувати рости».
Починаючи з 1956 року, Пласс опублікував серію робіт на цю тему, частково спираючись на вдосконалені розрахунки поглинання інфрачервоного випромінювання, він використовував ранні електронні комп'ютери. Він передбачив, що подвоєння CO 2 буде нагрівати планету на 3,6 °C, що рівень СО 2 у 2000 році на 30 % вище, ніж в 1900 році, і що планета буде близько на 1 °С тепліше, ніж в 2000 р.
Натаніел Річ визнав Пласса у своєму бестселері «Втрата Землі» у 2019 році.

### Інші роботи
Пласс був завзятий філателіст,  і заснував угрупування професійних філателістів в 1978 р. Потім він служив редактором свого журналу, Майно, в протягом 14 років. Також багато років вів радіопрограму, орієнтовану на класичну музику, під назвою Cholec's Choice на KAMU-FM.